# Plac Za Żelazną Bramą

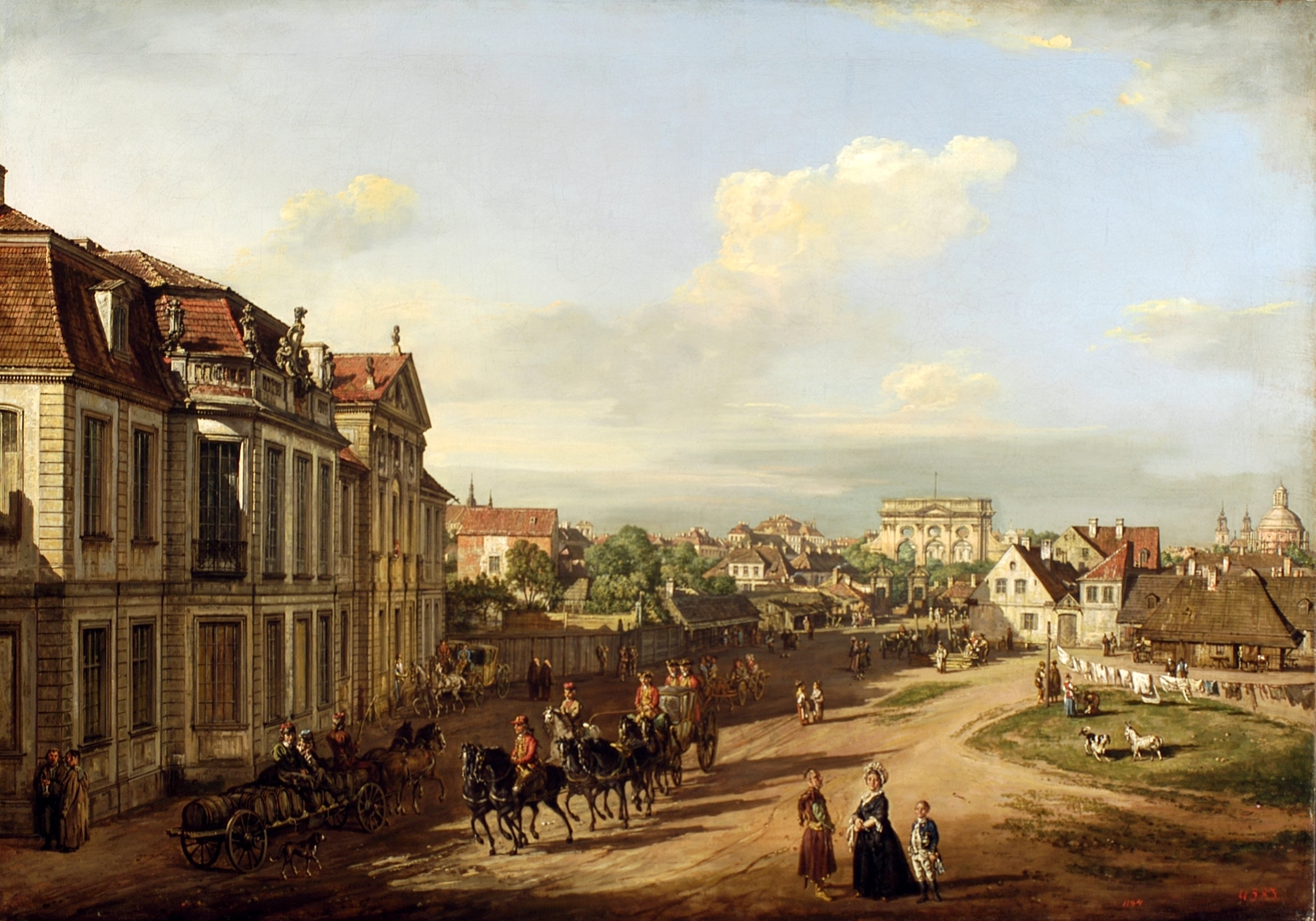
Darstellung des Platzes in der zweiten Hälfte des 18. Jahrhunderts von Canaletto

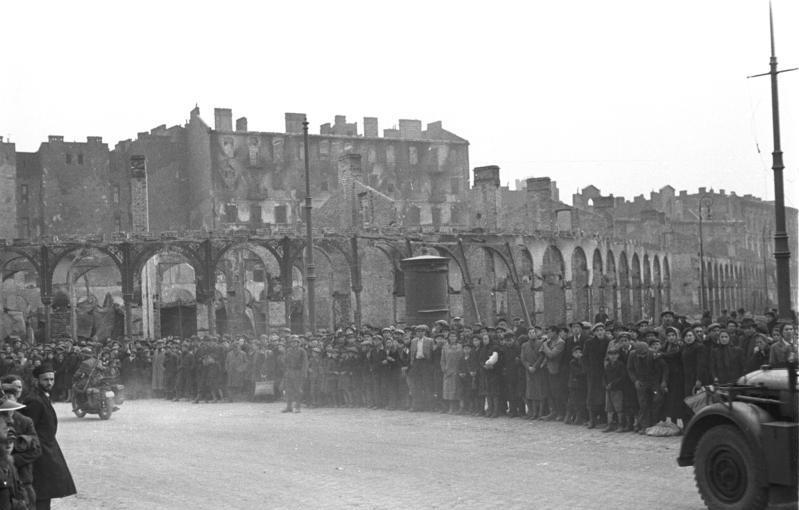
Zerstörte Platzrandbebauung im Zweiten Weltkrieg

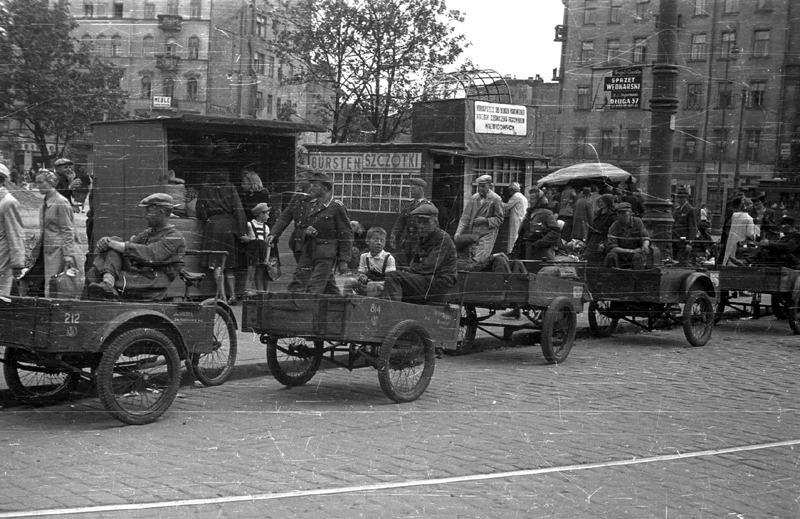
Teil des Platzes (Häuser Nr. 3–7) kurz vor Beginn des Warschauer Aufstandes im Sommer 1944

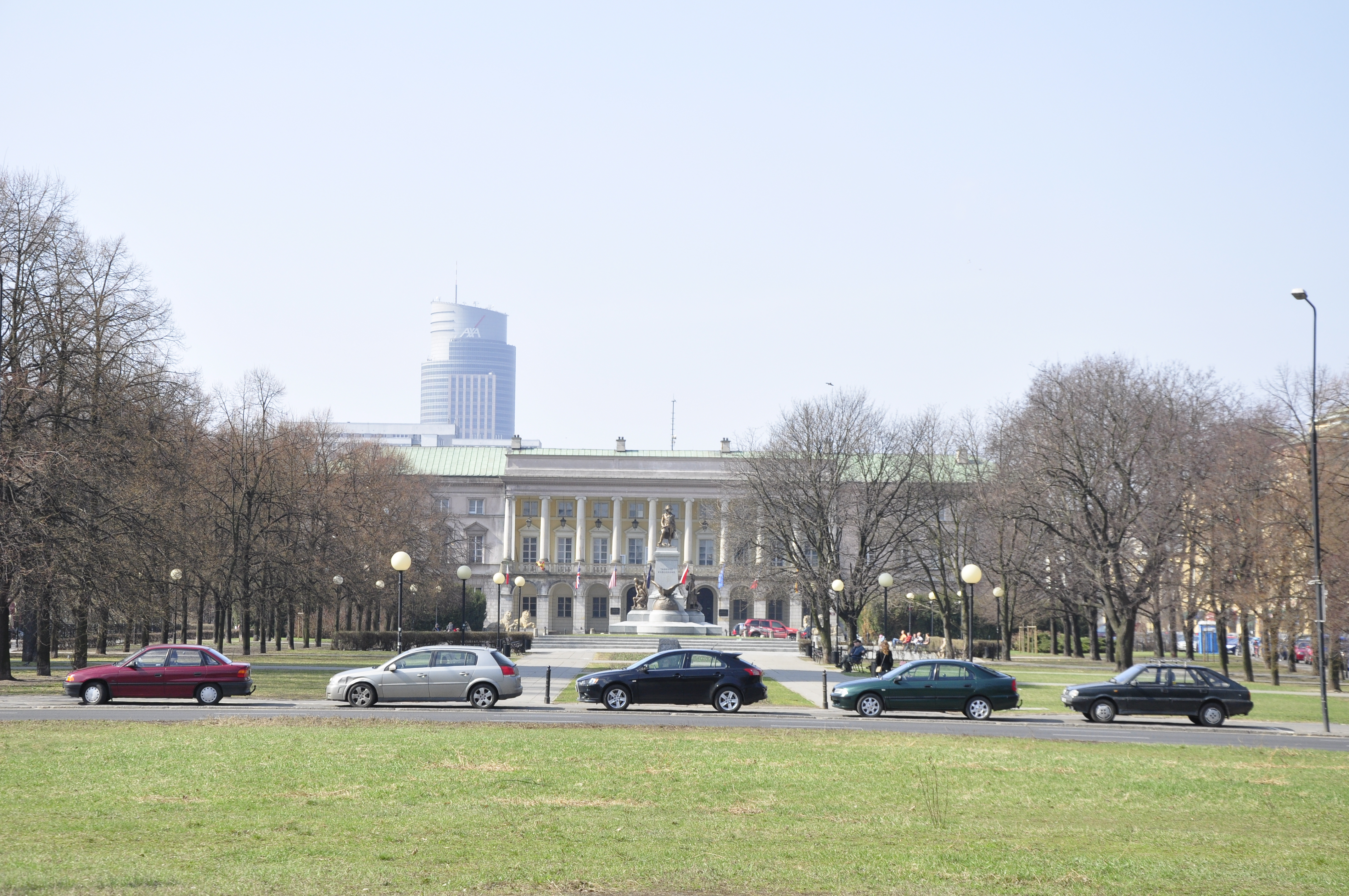
Der heutige Platz vor dem Lubomirski-Palast, Blick vom westlichen Ende des Sächsischen Gartens

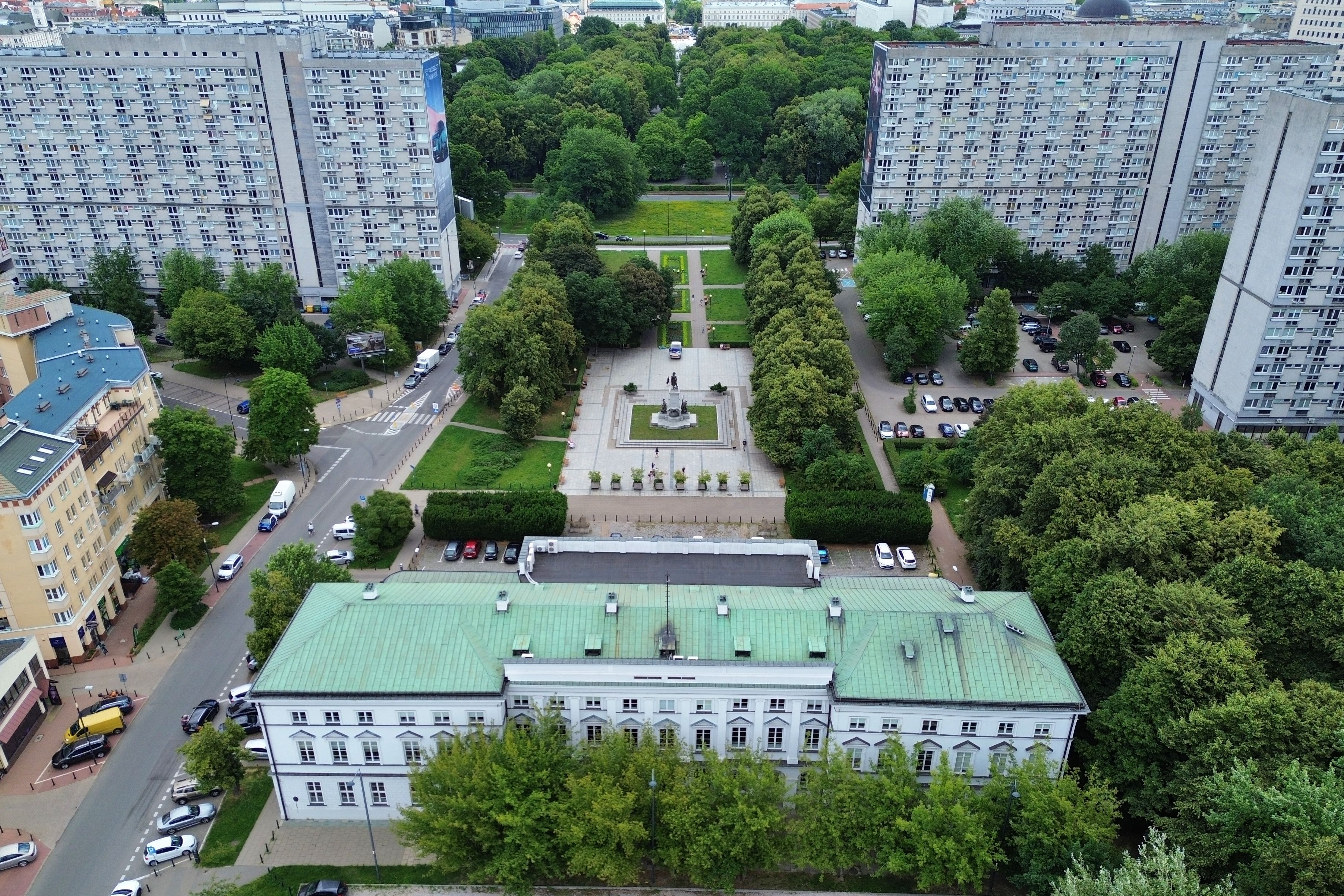
Blick von Westen aus der Vogelperspektive

Der historisch bedeutsame Plac Za Żelazną Bramą (auch: Plac Żelaznej Bramy; deutsch: Platz hinter dem Eisernen Tor) liegt im nordwestlichen Teil der Innenstadt von Warschau. Sein Vorläufer entstand im 17. Jahrhundert. Der Name des Platzes lehnt sich an ein nicht mehr existierendes Tor des Sächsischen Gartens an – das Żelazna Brama.

## Lage
Der heutige Platz ist nicht identisch mit dem gleichnamigen Ort vor dem Zweiten Weltkrieg. Die in dem Stadtgebiet erfolgte starke Zerstörung der vorhandenen Bausubstanz während des Krieges führte in der Nachkriegszeit zu einer fast kompletten Neubebauung des Viertels. Dadurch verschob sich auch der Platz. Aber auch zu früheren Zeiten war es bereits zu Veränderungen der Platzgröße und -struktur gekommen. Im 18. Jahrhundert reichte der Platz (damals allerdings noch unter anderem Namen) im Osten von der heutigen Ulica Marszałkowska bis im Westen etwa zur heutigen Aleja Jana Pawła II im Stadtteil Wola. Er war und ist die westliche Verlängerung der Sächsischen Achse. Als Plac Żelaznej Bramy wird heute der Platz vor dem Lubomirski-Palast bezeichnet, außerdem trägt die den Platz im Norden passierende Verbindungsstraße zwischen den beiden vorgenannten Verkehrsadern an ihrem ostwärtigen Ende denselben Namen.

## Geschichte
Im 17. Jahrhundert entstanden (neben weiteren anderen) auch an der westlichen Stadtgrenze Warschaus zwei hintereinander liegende Ortschaften: Wielopole und Mirów. Beide Dörfer Jurydyki, unterstanden somit nicht der Warschauer Gerichtsbarkeit und durften eigene Märkte betreiben. Die beiden Marktplätze gingen ineinander über. Der üblicherweise verwendete Name dieses gemeinsamen Marktplatzes lautete Targowica Wielopolska (deutsch: Marktplatz Wielopolska) oder Plac Targowicej Wielopolskiej (deutsch: Platz des Marktes von Wielopolska).
Vermutlich zu Beginn des 18. Jahrhunderts errichtete die Radziwiłł-Familie direkt am Platz ein Palais. Das später erweiterte und noch bestehende Gebäude wird heute als Lubomirski-Palast bezeichnet. Ab dem 18. Jahrhundert entwickelte sich das Marktwesen in Wielopole stark. Das erste Kaffeehaus Warschaus eröffnete hier im Jahr 1759. Die architektonisch bedeutsame Handelshalle Gościnny Dwór entstand 1841.

### Unter dem Sachsenkönig
König August II. ließ den Platz nach Warschau eingemeinden, um ihn daraufhin in seine architektonische Idee der „Sächsischen Achse“ einzufügen. Dazu mussten verschiedene ältere Gebäude am Platz abgerissen werden. Der ebenfalls geplante Abriss des die Symmetrie der Achse störenden Lubomirski-Palastes wurde nicht mehr ausgeführt. Am westlichen Ende des Marktes entstanden aber sechs große Kasernengebäude, um die Königliche berittene Garde aufzunehmen. Fünf dieser Kasernenblocks wurden am Ende des 19. Jahrhunderts unter russischer Besetzung abgerissen um Raum für den Bau der Mirów-Markthallen zu schaffen. Am Rande dieser Hallen wurde aus einem freigebliebenen Teil des vormaligen Marktplatzes in Mirów der Plac Mirowski – eine Bezeichnung, die sich noch heute als Name der dort verlaufenden Straße wiederfindet.
Kurz nach der Errichtung des Parktores an der Westseite des Sächsischen Gartens wurde der Marktplatz in Wielopole nach diesem Tor benannt.

### Wiederaufbau nach dem Zweiten Weltkrieg
Mit Ausnahme der beiden Mirów-Hallen wurde das gesamte Stadtviertel im Laufe des Zweiten Weltkrieges – vor allem infolge der Kampfhandlungen um den Warschauer Aufstand – zerstört. Während des Aufstandes fanden auf dem Platz Hinrichtungen an der Warschauer Zivilbevölkerung statt. Nach dem Krieg wurde der Sächsische Garten an seinem Westende um die heute hier verlaufende Ulica Marszałkowska verkürzt. Die Mirow-Hallen wurden instand gesetzt und der Lubomirski-Palast wieder aufgebaut und später nach Osten eingedreht. Unter Władysław Gomułka entstand in den 1960er Jahren eine große Wohnsiedlung, die zum Teil den früheren Platz überbaute und seinen Namen erhielt: Za Żelazną Bramą. 2010 wurde auf dem Platz das Tadeusz-Kościuszko-Denkmal, eine Kopie des vor dem Weißes HausWeißen Haus in Washington stehenden Denkmals, errichtet.